# عباس فريد
عباس فريد (بالإنجليزية: Abbas Farid)‏ هو لاعب كرة قدم ومدرب كرة قدم بريطاني، ولد في 10 أكتوبر 1983.